# Olympische Sommerspiele 2012/Synchronschwimmen – Gruppe
Das Gruppen-Synchronschwimmen bei den Olympischen Spielen 2012 in London wurde am 9./10. August 2012 im London Aquatics Centre ausgetragen. 64 Athletinnen, die acht Gruppen bildeten, nahmen daran teil. 
Der Wettbewerb bestand aus einem Technikprogramm und einer freien Kür. Die Wertungen wurden addiert und somit die Platzierung ermittelt.

## Titelträger
| Olympiasieger | Russland Besetzung: Anastassija Dawydowa, Anastassija Jermakowa, Marija Gromowa, Natalja Ischtschenko, Elwira Chassjanowa, Olga Kuschela, Jelena Owtschinnikowa, Anna Schorina, Swetlana Romaschina | 99,500 Punkte | Peking 2008   |
| Weltmeister   | Russland Besetzung: Anastassija Dawydowa, Swetlana Kolesnitschenko, Darja Korobowa, Natalja Ischtschenko, Elwira Chassjanowa, Alexandra Pazkewitsch, Alla Schischkina, Anschelika Timanina          | 98,620 Punkte | Shanghai 2011 |

## Finale
Technikprogramm: 9. August 2012, 16:00 Uhr (MESZ)

freie Kür: 10. August 2012, 16:00 Uhr (MESZ)
Im fünften olympischen Wettbewerb gewann Russland das vierte Mal in Folge.

Mit fünf Goldmedaillen (drei in der Gruppe, zwei im Duett) ist Anastassija Dawydowa die erfolgreichste Synchronschwimmerin der olympischen Geschichte.
| Platz | Nation         | Besetzung | Technik | Kür    | Gesamtpunktzahl |
| ----- | -------------- | --- | ------- | ------ | --------------- |
| 01    | Russland       | Anastassija Dawydowa, Marija Gromowa, Natalja Ischtschenko, Darja Korobowa, Alexandra Pazkewitsch, Swetlana Romaschina, Anschelika Timanina, Alla Schischkina | 98,100  | 98,930 | 197,030         |
| 02    | China          | Chang Si, Chen Xiaojun, Huang Xuechen, Jiang Tingting, Jiang Wenwen, Liu Ou, Luo Xi, Wu Yiwen, Sun Wenyan                                                     | 97,000  | 97,010 | 194,010         |
| 03    | Spanien        | Clara Basiana, Alba María Cabello, Ona Carbonell, Margalida Crespí, Andrea Fuentes, Thaïs Henríquez, Paula Klamburg, Irene Montrucchio, Laia Pons             | 96,200  | 96,920 | 193,120         |
| 04    | Kanada         | Marie-Pierre Boudreau-Gagnon, Stephanie Durocher, Jo-Annie Fortin, Chloé Isaac, Stephanie Leclair, Tracy Little, Élise Marcotte, Valerie Welsh, Karine Thomas | 94,400  | 95,230 | 189,630         |
| 05    | Japan          | Yumi Adachi, Aika Hakoyama, Yukiko Inui, Mayo Itoyama, Chisa Kobayashi, Risako Mitsui, Mariko Sakai, Kurumi Yoshida, Mai Nakamura                             | 93,800  | 93,830 | 189,630         |
| 06    | Großbritannien | Katie Clark, Katie Dawkins, Olivia Federici, Jennifer Knobbs, Asha Randall, Jenna Randall, Katie Skelton, Yvette Baker, Victoria Lucass                       | 87,300  | 88,140 | 175,440         |
| 07    | Ägypten        | Reem Abdalazem, Shaza Abdelrahman, Nour El Afandi, Dalia El-Gebaly, Samar Hassounah, Youmna Khallaf, Mai Mhamed, Mariam Omar, Aya Darwish                     | 77,600  | 78,360 | 181,420         |
| 08    | Australien     | Eloise Amberger, Jenny-Lyn Anderson, Sarah Bombell, Olia Burtaev, Tamika Domrow, Bianca Hammett, Tarren Otte, Samantha Reid, Frankie Owen                     | 77,500  | 77,430 | 154,930         |